# 清水江 (南盘江)
清水江，又称马别河，是流经中国云南省与广西壮族自治区的一条省际河流，是西江南盘江段右岸支流，发源于云南省文山壮族苗族自治州砚山县，向北流至广西西林县马蚌乡入南盘江。干流长211公里，流域面积5488平方公里，比降4.08‰。

## 干流概况
清水江有东西两源，以东源者腊河为主源。者腊河出自云南省砚山县者腊乡东南老毛山北麓，西流至羊革村折向北，于者腊乡西左纳西源后称公革河。公革河西北流经砚山县干河彝族乡后进入丘北县，称南丘河。南丘河在丘北县穿流于峡谷中，东北流至丘北县天星乡法白村东北，左纳北门河后，又改称革雷河。革雷河东北流进入广南县后又称马碧河，向北成为丘北县和广南县的界河，始称清水江。清水江过丘北县温浏乡弄位村（原属羊街乡）后成为云南和广西界河，继续北流至广西西林县马蚌乡（原八大河乡）入南盘江。干流全长211公里，其中省界河长29.9公里。

## 流域概况
清水江流域面积5488平方公里，地跨云南省文山州砚山县、丘北县、广南县，曲靖市师宗县、罗平县以及广西壮族自治区西林县，北接南盘江干流，南部与红河流域的盘龙河、南利河水系相邻。地势南高北低。流域内碳酸盐岩溶形态齐全，多孤峰、溶蚀洼地、落水洞和暗河。上游多丘陵峰丛，分布有普者黑湖泊群。中下游为中低山地貌，坡陡谷深。流域内森林植被主要是云南松、杉木，森林覆盖率为25.8%。
流域属中亚热带气候，平均年降水量1065毫米。
清水江流域水力资源理论蕴藏量22.89万千瓦，技术可开发量6.35万千瓦。已建有听湖水库和红旗水库两座中型水库。
主要支流为北门河、者莫河、石葵河和安歪河。